# Veléti
Veléti (německy Wieleten nebo Wilzen, polsky Wieleci) byli v raném středověku širší skupina kmenů Polabských Slovanů (Wendů), která se zformovala do podoby volného kmenového svazu, do jehož čela byl dosazen společný kníže. Veléti byla skupina obývající východní části Polabí a západního Pobaltí. Kvůli politické nejednotě byli nuceni čelit mocným sousedním státům a považovány za snadný cíl k získání kořisti, navíc vzbuzovali pozornost také tím, že tvrdošíjně lpěli na svém pohanství a byli neteční vůči snahám o christianizaci, což z nich činilo cíl křesťanských misií. Roku 798 se velétský svaz rozpadl a kmeny se později v 10. století znovu spojily do pevnějšího kmenového svazu Luticů.
K Velétům (později Luticům) náležely kmeny Břežanů, Črezpěňanů, Dolenců, Došanů, Grozvičanů, Chyžanů (Kyšanů), Lekusiců (Lešiců), Moričanů, Neleticů, Ploňanů, Ránů, Ratarů, Rečanů, Sitňanů, Sprévanů, Stodoranů (Havolanů), Ukřanů a Voliňanů, Zemčiců aj. Roku 808 přešly na stranu Velétů také kmeny Smolinců a Gliňanů, původní spojenci svazu Obodritů. Stalo se tak na základě úspěšného vpádu Dánů na obodritské území.

## Historie
V 8. století Veléty napadla ze západu mocná Franská říše. Došlo k tomu po vojenském podmanění pohanských Sasů Franky, kteří byli následně přivedeni ke křesťanství za pomoci násilí. Vítězství Franků bylo zakončeno brutálním masakrem velké části vzdorujících Sasů roku 782. I o těchto událostech se mohli dozvědět prostřednictvím zpráv východní sousedé. 
Roku 789 se franský císař Karel Veliký obrátil proti Velétům a vytáhl proti nim s podporou knížete Vlčana (Wiltzana) ze sousedního obodritského kmenového svazu. Veléti se stejně jako Obodrité sdružovali do kmenového svazu v čele s knížetem. V době inkriminovaného střetu s Franky vládl Velétům jistý kníže Dragovít. Patrně se jednalo o významného a respektovaného vládce, protože západní prameny ho titulují přímo jako „krále Velétů“ (latinsky rex Wiltorum). Přestože Frankové Veléty přemohli a postoupili až k řece Pěně (Peene), čímž byl jejich kníže donucen k vyjednávání, podrobení se franské nadvládě a odevzdávání daně Karlovi, nebyli Slované ještě definitivně podmaněni jako v případě Sasů, ani nezmizeli. 
K zhroucení vládnoucí systému kmenového svazu Velétů došlo roku 798 a roztroušené slovanské kmeny se znovu spojily až v průběhu 10. století do kmenového svazu Luticů.

## Selhání misií
Na západní křesťanské misie Slované reagovali podporou vlastních kultů a oproti předchozí pohanské praxi se stala běžnou výstavba bohatě zdobených chrámů a jmenováním pohanských kněží. Pohané se mohli poučit z vlastních chyb a nalézt inspiraci v organizačně vyspělejší křesťanské církvi, která usilovala o jejich konverzi. Z perspektivy polabských kmenů bylo křesťanství stále považováno za cizí víru jejich nepřátel a používající nesrozumitelný jazyk, protože tyto země nenavštívili ani žádní slovansky hovořící věrozvěstové, jak tomu bylo v případě Velké Moravy, kam přišli Cyril a Metoděj. I když se i mezi polabskými knížaty objevovali jednotlivci, kteří by se mohli vydat ve šlépějích Rostislava či Bořivoje, vždy narazili na mocnou pohanskou opozici.